# William M. Meredith
William Morris Meredith (Filadelfia, 8 giugno 1799 – Filadelfia, 17 agosto 1873) è stato un avvocato e politico statunitense Fu Segretario al tesoro degli Stati Uniti dall'8 marzo 1849 al 9 luglio 1850, durante la presidenza di Zachary Taylor.
Si laureò in legge all'Università della Pennsylvania e fu ammesso all'ordine degli avvocati nel 1817. Nel 1834 si sposò con Catherine Keppele, dalla quale ebbe un figlio e quattro figlie: Gertrude, William, Euphemia, Elizabeth e Catherine. 

## Carriera politica

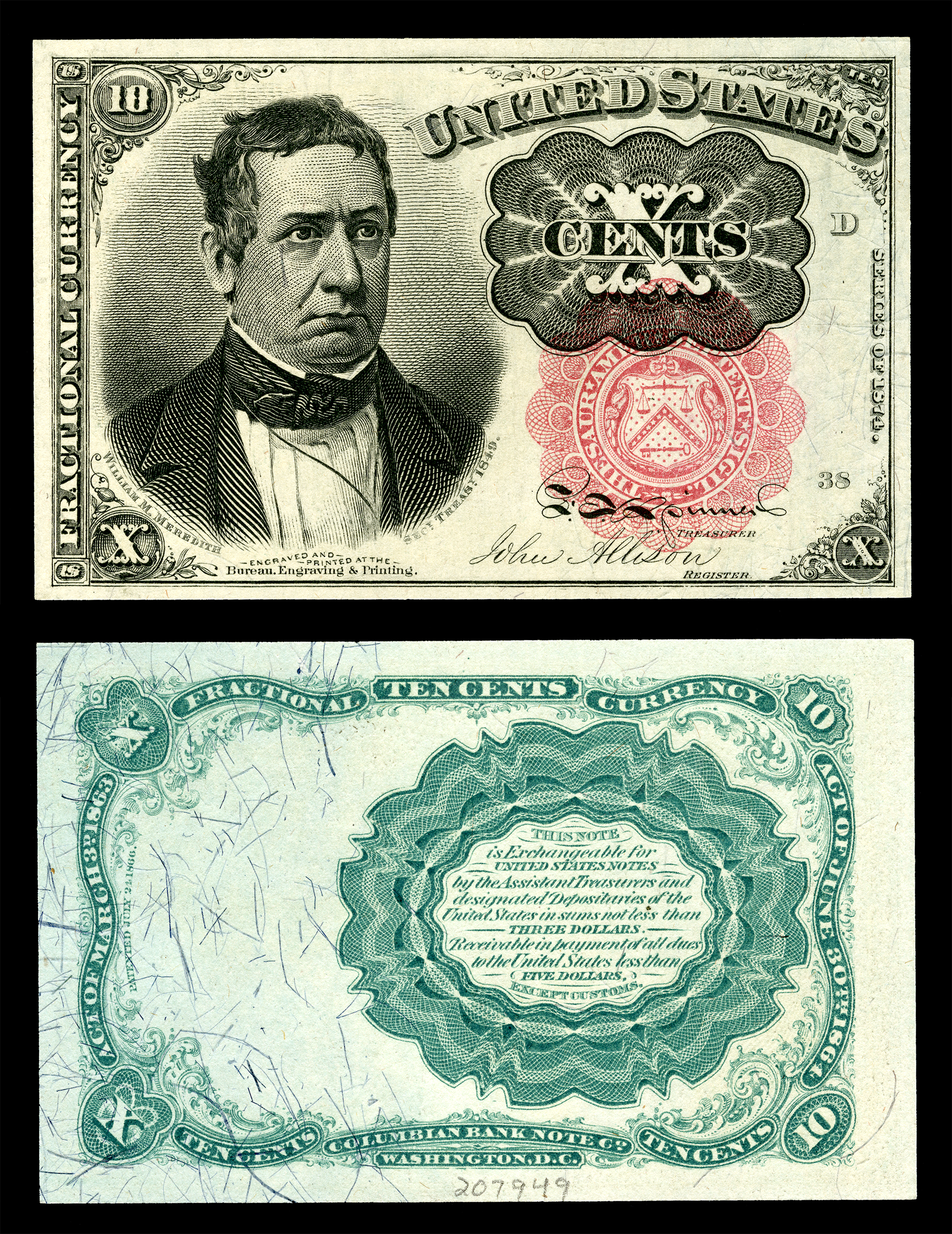
Una banconota da 10 cent con l'effigie di William Meredith

Fu eletto alla General Assembly della Pennsylvania nel 1824 e servì come rappresentante fino al 1828. Fu presidente del City Council di Filadelfia dal 1834 al 1849.
Il presidente Zachary Taylor, desiderando avere un rappresentante del partito Whig della Pennsylvania nella sua amministrazione, lo nominò Segretario al tesoro l'8 marzo 1849. Meredith era un forte oppositore delle leggi sul libero commercio introdotte dal suo predecessore Robert J. Walker. Egli sosteneva che i lavoratori americani dovessero essere protetti contro la concorrenza degli immigrati europei, che accettavano salari molto bassi.
Nel suo Annual Report del 1849 propose l'introduzione di tariffe minime per i salariati e l'aumento dei dazi d'importazione. L'aumento del debito pubblico dovuto ai costi della guerra messico-statunitense e dell'acquisizione della California avrebbero richiesto un aumento delle entrate, ma le sue proposte non entrarono in vigore durante il suo mandato, che terminò nel 1850 con la morte prematura del presidente Taylor.
Dal 1861 al 1867 fu Attorney general dello stato della Pennsylvania. Nel 1870 fece parte di una commissione governativa incaricata di raggiungere un accordo con il Regno Unito sulla controversia detta "Alabama claims", con cui gli Stati Uniti chiedevano un indennizzo da parte degli inglesi per i danni causati dall'aiuto da loro dato ai Confederati durante la Guerra civile.